# Boncuklu

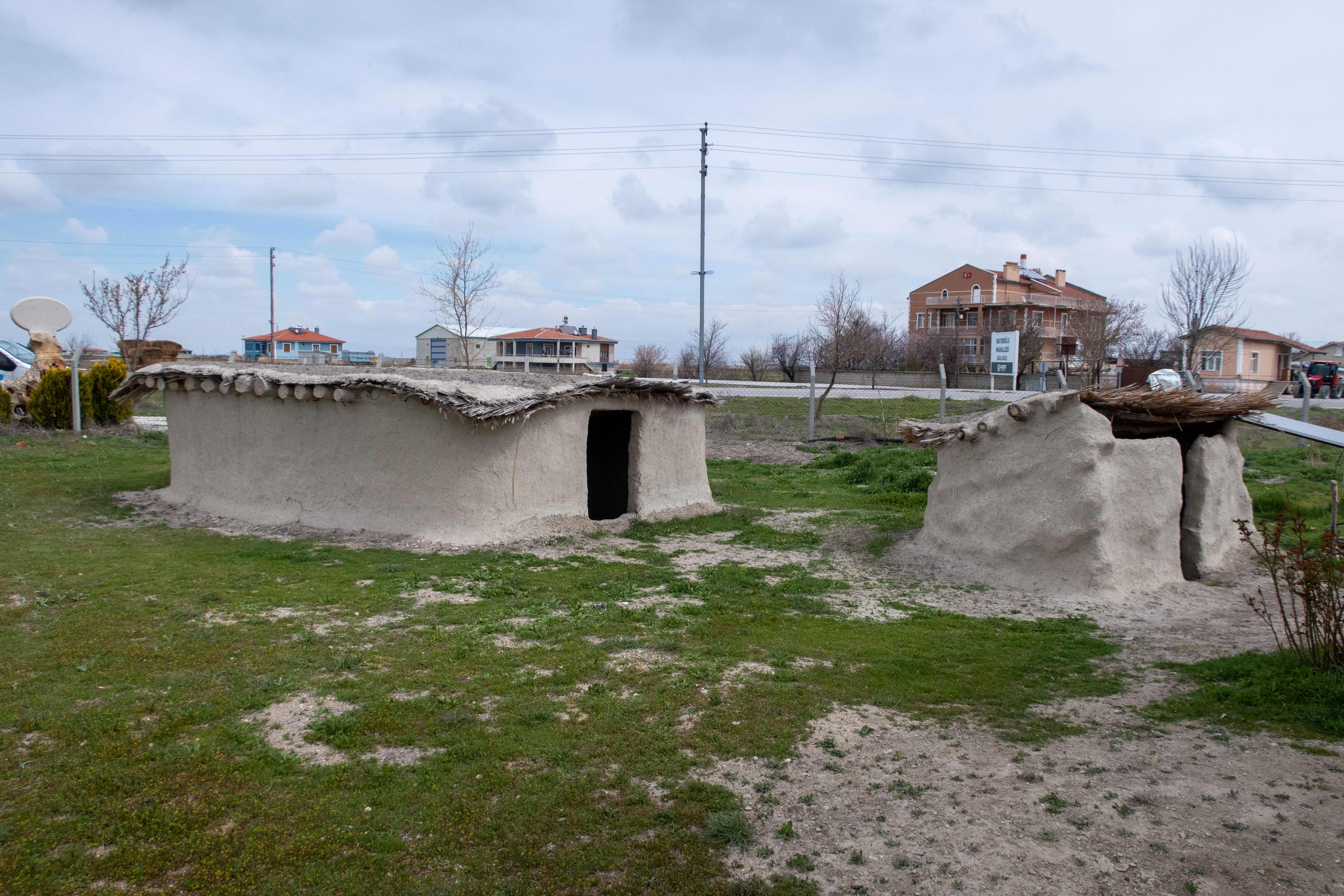
Boncuklu (2023)

Boncuklu ist eine archäologische Fundstelle des Epipaläolithikums bei dem Dorf Hayıroğlu in der Konya-Ebene im Bezirk Karatay der türkischen Provinz Konya. Die Siedlung ist auf 8500–7500 cal BC datiert, was chronologisch der späten Phase des frühen PPNB in Ober-Mesopotamien entspricht. Der Fundort, der auf einem niedrigen Hügel aus Mergel liegt hat eine Fläche von zirka einem Hektar, die Kulturschichten sind ein bis zwei Meter mächtig. Der Fundplatz war als Dreschplatz genutzt worden, einige Wege haben archäologische Schichten beschädigt.

## Forschungsgeschichte
Die Fundstelle wurde 2001 von Douglas Baird (Universität Liverpool) im Zuge des Konya Plain Surveys entdeckt. Bereits vorher hatten Ortsansässige jedoch Perlen (türkisch boncuk) auf der Oberfläche bemerkt, so kam der Tell zu seinem Namen.
Seit 2006 wird die Fundstelle unter Leitung von Doug Baird ausgegraben. 2006 wurden drei Schnitte von 5 × 5 m Fläche (H, K und M) angelegt. Schnitt M enthielt Abfallschichten, vor allem Asche, aber auch Gebäudereste. Diese Abfallschichten scheinen weit verbreitet und wurden auch in anderen Zonen der Siedlung angetroffen. In Schnitt K wurde Haus I aufgedeckt. 2007 kamen Schnitt O, der 11 × 6 m misst, und Schnitt Y außerhalb der eigentlichen Siedlungsstelle dazu.
Spezialisten von der Universität Liverpool, der Universität Queensland, dem University College London (UCL), der Universität Reading und der Universität Bournemouth nehmen an den Grabungen teil. Louise Martin von UCL untersuchte die gut erhaltenen Tierknochen, sie werden von Wildschweinen (vorherrschend) und Auerochsen (ca. 33 %) dominiert, Haustiere fehlen bisher völlig. Auch Equiden, Vögel und Schildkröten wurden verzehrt. Die Archäobotanikerin und Anthrakologin Elena Asouti von der Universität Liverpool untersucht die Holzkohlen, mit deren Hilfe die neolithische Umwelt rekonstruiert werden kann. Es wurden Reste domestizierten Weizens (Emmer) und Gerste gefunden, Baird hält diese jedoch für Importe.
Außer der epipaläolithischen Siedlung wurden auch frühbronzezeitliche Bestattungen gefunden.

## Häuser
Die ovalen Häuser sind aus Lehmziegeln gebaut und zwischen 15 und 20 m2 groß. Haus I (Schnitt K) war 5 × 3 m groß). Die Häuser enthalten jedoch auch Pfostenlöcher. Im Nordwesten der Häuser lag eine runde Herdstelle, meist war hier der Boden schmutziger als in der höhergelegenen Fläche im Südosten, wo auch der Fußboden besser gearbeitet war. Die Häuser waren relativ ortsfest, so wurde ein Haus in Schnitt K sechsmal am selben Ort und mit demselben Plan gebaut. Einige Häuser enthielten bemalte Reliefs an der Nordwand, die Muster konnten noch nicht eindeutig gedeutet werden). Fußböden wurden häufig erneuert) und waren manchmal ganz oder teilweise rot bemalt und, wie Phytolithen anzeigen, mit Matten bedeckt. Zwischen den Häusern, im Bereich eines Abfallhaufens, wurde ein verzierter Stein gefunden. Im Gegensatz zu Çatal Höyük besaßen die Häuser ebenerdige Eingänge.

## Materielle Kultur
Die Steinindustrie wird von Mikrolithen dominiert. In den Geschossspitzen ist jedoch PPNB-Einfluss festzustellen. Die Artefakte zeigen Ähnlichkeiten zu den Funden aus den frühesten Schichten von Çatal Höyük und Can Hasan III. Obsidian ist das vorherrschende Rohmaterial. Auch verzierte Pfeilschaftglätter wurden gefunden. Auch andere Steine tragen Verzierungen
Die Perlen bestehen aus Meeresmuscheln (unter anderem Nassarius) und Stein.
Auch Knochengeräte kommen vor, zum Beispiel Spatulae. Figurinen aus Ton sind selten.

## Bestattungen
Die Toten wurden teilweise unter den Fußböden der Häuser begraben.

## Umwelt
Wie Çatal Höyük liegt Boncuklu im Seengebiet der südlichen Zentraltürkei. Weite Teile der Konya-Ebene waren im Epipaläolithikum und Neolithikum mit Süßwasserseen und Sümpfen bedeckt, die ausgezeichnete Lebensbedingungen für Jäger und Sammler boten. Die Siedlung liegt auf einer leichten Erhebung, war also vor Hochwasser geschützt.